# علي شمو

علي شمو وهو يساعد الرئيس الاسبق ابراهيم عبود لاذاعة بيان هام من اذاعة ام درمان ستينات القرن الماضي

علي شمو (29 سبتمبر 1932-)،هو إعلامي سوداني، شغل منصب وزير الإعلام، وهو من مؤسسي اتحاد الاذاعات العربية.

## السيرة الذاتية
علي شمو من مواليد مدينة المسلمية ود نوة. حصل على ليسانس شريعة وقانون من القاهرة، ودبلوم راديو وتلفزيون، وماجستير تربية وعلم نفس، وماجستير إعلام. عمل كمدير عام الإذاعة، ووكيل وزارة الثقافة والإعلام، ووزير دولة للشباب والرياضة في التعديل الوزاري الثالث عشر لحكومة نميري في 9/8/1976م. عين وزيراً للثقافة والإعلام في التعديل الوزاري السادس عشر لحكومة نميري في 29/7/1978م واستمر في التعديل الوزاري السابع عشر في 1/2/1979م، عين وزيراً للثقافة والإعلام للمرة الثانية في حكومة الإنقاذ الوطني في 9/7/1989م. رئيس المجلس الأعلى للرياضة الجماهيرية، ورئيس المجلس القومي للرياضة ورعاية الشباب، ومستشار وكيل الإعلام والثقافة بأبو ظبي. يعمل حالياً رئيس المجلس القومي للصحافة والمطبوعات.